# Elizabeth Hamilton, grevinna av Orkney
Elizabeth Hamilton, grevinna av Orkney, född Villiers 1657, död den 19 april 1733 i London, var en brittisk adelsdam. Hon var älskarinna till Vilhelm III och syster till Edward Villiers, 1:e earl av Jersey.
Elizabeth Villiers var barndomsvän till drottning Maria, vars uppfostrare hennes mor varit. Hon åtföljde som hovdam Maria till Holland 1677 vid hennes giftermål med Vilhelm, blev snart hans älskarinna och avlägsnades av honom först 1694, varpå han 1695 gifte bort henne med lord George Hamilton, 1696 upphöjd till earl av Orkney. Hon torde ha väckt och underhållit kungens motvilja mot Churchill.